# CS Concordia Chiajna
El CS Concordia Chiajna es un club de fútbol rumano de la ciudad de Chiajna, Ilfov. Fue fundado en 1957 y juega en la Liga II.

## Historia
El Clubul Sportiv Concordia Chiajna fue fundado en 1957. Desde su fundación cambió en varias ocasiones su denominación y sus nombres fueron GAC Chiajna, AS Chiajna y ILF Militari (Întreprinderea de Legume-Fructe Militari). El club ha jugado durante muchos años en las categorías más modestas del país, hasta que en 1988 tuvo la oportunidad de alcanzar la entonces Divizia C, actual Liga III, aunque no pasó la promoción de ascenso. A partir de 1992 jugaron esta categoría, aunque fue debido a la reforma del campeonato que se dio entre 1992 y 1997, cuando la Divizia C fue la cuarta categoría.
Durante la primera mitad de la temporada 2005/06, Adrian Bumbescu aceptó la oferta de entrenar al Concordia en la Divizia D. En las vacaciones de invierno de esta temporada, el Concordia se fusionó con el Argeşul Mihăileşti de la Divizia C, en peligro de descenso. A principios de 2006, Ion Dumitru se hizo con el cargo de director técnico del nuevo club, llamado Concordia Chiajna – Mihăilești, para disputar la segunda vuelta del campeonato y no descender a la cuarta categoría, hecho que consiguieron en el último partido. Antes del comienzo de la nueva temporada, el equipo que se encontraba en la Liga IV se convirtió en el equipo juvenil, y el equipo de la Liga III recibe el nombre de Concordia Chiajna. Dumitru reemplazó como entrenador a Vasile Bârdeș, y consiguió en 2007 el ascenso del club a la Liga II. En la octava jornada de la temporada 2007/08 de la segunda categoría, Dumitru Bolborea es designado nuevo entrenador del club hasta su destitución el 1 de junio de 2009. De nuevo Adrian Bumbescu se hizo con el cargo de entrenador, hasta el 5 de octubre que, aunque el equipo ocupa el tercer puesto en la Seria I, pierde tres partidos y Adrian es despedido. El antiguo director técnico Ion Dimitru toma el puesto de nuevo. Sin embargo, el 6 de abril de 2010 el contrato de Dimitru es disuelto por la falta de éxito, volviendo de nuevo a hacerse cargo del equipo Bumbescu. El 30 de mayo dejó por segunda vez en la temporada el cargo y tomó las riendas del equipo Laurenţiu Diniţă como jugador-entrenador.
Tras el final de la temporada de la Liga II, Diniţă terminó su carrera como jugador y se dedicó a tiempo completo como entrenador para el equipo. Pero allá por la jornada 8 de la temporada 2010/11 es sustituido por Costel Orac, hasta ahora el director técnico del club. En las vacaciones de invierno de dicha temporada fracasó un intento de fusión con el Unirea Urziceni de la Liga I. El 5 de mayo de 2011 Orac fue despedido como entrenador y Diniţă volvió de nuevo como jugador-entrenador. Al finalizar la temporada 2010/11 el club quedó en segundo lugar por detrás del Ceahlăul Piatra Neamţ, y ascendió por primera vez en su historia a la Liga I.
En la temporada 2012/13 terminó en la 15.ª posición, con lo que en teoría sería descendido a la Liga II, pero pudo quedarse en la Liga I jugando un play-off ante el Rapid Bucarest. El play-off see jugó el 13 de julio del 2013 y el Rapid ganó 2-1 en tiempo extra. El resultado fue apalado por el Concordia ante la Corte de Arbitraje Deportivo, y el 2 de agosto se decidió que el Concordia podía jugar en la Liga I y el Rapid fue descendido a la Liga II, y los partidos del Rapid ante el Vaslui y el FC Viitorul Constanta fueron cancelados.

## Estadio
El equipo disputa sus partidos como local en el Stadionul Concordia, que tiene una capacidad de 4.000 espectadores.

## Entrenadores

### Cronología de los entrenadores
- 2005-2006:  Adrian Bumbescu
- 2006-2006:  Vasile Bârdeș
- 2006-2008:  Ion Dumitru
- 2008-2009:  Dumitru Bolborea
- 2009-2009:  Adrian Bumbescu (Segundo ciclo)
- 2009-2010:  Ion Dumitru (Segundo ciclo)
- 2010-2010:  Adrian Bumbescu (Tercer ciclo)
- 2010-2010:  Laurențiu Diniță
- 2010-2011:  Costel Orac
- 2011-2012:  Laurențiu Diniță (Segundo ciclo)
- 2012-2013:  Ilie Stan

## Palmarés

### Torneos nacionales
- Liga II: (0):

- Subcampeón: (1): 2010/11

- Liga III (1): 2006/07 (Seria III)
- Subcampeón de la Liga II (1): 2010/11 (Seria I)